# Both Sides, Now
"Both Sides, Now" är en sång skriven av Joni Mitchell. Judy Collins släppte den första versionen 1968 och vann en Grammy för den. Mitchell själv spelade in den till sitt album Clouds, 1969. Hon spelade in en ny version av den till sitt album med samma titel år 2000.
Låten skrevs i mars 1967, inspirerad av Saul Bellows roman Regnkungen Henderson.
Låten är en av Mitchells mest kända kompositioner och har spelats in av ett flertal andra artister, inklusive Bing Crosby, Frank Sinatra, Pete Seeger, Neil Diamond, Anne Murray, Nana Mouskouri, Dolly Parton (2005 på albumet Those Were the Days), Ronan Keating, Tommy Körberg, med flera. Håkan Hellström spelade in en svenskspråkig version, "Båda sidor nu", vilken 2006 var B-sida till singeln Jag hatar att jag älskar dig och jag älskar dig så mycket att jag hatar mig.
Sången användes också som ackompanjemang till ett nummer i invigningen av olympiska vinterspelen 2010. Låten spelas också i filmen Love Actually.